# 菲利普·拉夫
菲利普·拉夫（Philip Rahv，1908年3月10日 - 1973年12月22日），美国文学评论家、随笔作家。

## 生平
生于乌克兰库平一犹太家庭，原名Ivan Greenberg。1932年加入美国共产党，次年与威廉·菲利普斯创立了《党派评论》杂志，后与斯大林主义决裂。后来亦坚决反对諾思洛普·弗萊式的神话批评。拉夫任教于布兰戴斯大学，逝世于马萨诸塞州剑桥。